# 叢慧芸
叢慧芸（1981年5月24日—），暱稱叢叢。美國美利堅大學國際事務學院碩士，輔仁大學新聞傳播學系。現任壹電視新聞台《前進壹晚報》主播、主播組副組長、《主播凹鬥中》主持人兼製作人。

## 學歷
- 台北市立松山高級中學
- 台灣輔仁大學新聞傳播學系學士
- 美國美利堅大學國際事務學院碩士

## 經歷
- （待查）－2009年：中天新聞台國際新聞編譯
- 2010年-2015年：壹電視新聞台要聞中心記者、壹電視新聞台政經組記者
- 2015年-至今：壹電視新聞台主播、主播組副組長

## 曾主播過或主持過的節目
| 時間                       | 頻道         | 節目                   | 備註           |
| 2009年-2020年7月28日       | 壹電視新聞台 | 《壹早報》             | 新聞主播       |
| 2009年至今                 | 壹電視新聞台 | 《整點新聞》           | 新聞主播       |
| 2009年-時間待查            | 壹電視新聞台 | 《壹夜新聞》           | 新聞主播       |
| 2009年-時間待查            | 壹電視新聞台 | 週日《壹電視午間新聞》 | 新聞主播       |
| 2009年-時間待查            | 壹電視新聞台 | 《壹晚報》             | 新聞主播       |
| 2020年7月29日-2023年5月5日 | 壹電視新聞台 | 《透早新聞》           | 新聞主播       |
| 2009年-2023年5月7日        | 壹電視新聞台 | 《假日午間新聞》       | 新聞主播       |
| 2022年10月1日-至今         | 壹電視新聞台 | 《主播凹鬥中》         | 主持人兼製作人 |
| 2023年5月8日-至今          | 壹電視新聞台 | 《前進壹晚報》         | 新聞主播       |

## 外部連結
- 主播介紹 （页面存档备份，存于）
- 主播 叢慧芸的Facebook專頁
- 叢慧芸的Instagram帳戶